# Sahle Wohnen
Sahle Wohnen ist eine Unternehmensgruppe aus rund 15 Einzelunternehmen im Bereich Wohnungswirtschaft und Bauhauptgewerbe.  Die familiengeführte Gruppe besitzt, vermietet und betreut etwa 22.000 Wohnungen. Pro Jahr baut sie für den eigenen Bestand bis zu 500 Wohnungen, Tendenz steigend. Hauptsitz ist Greven in Nordrhein-Westfalen.

## Geschäftstätigkeit, Unternehmenszahlen
Sahle Wohnen ist die Dachmarke der Unternehmensgruppe, die im handelsrechtlichen Sinne keinen Konzern bildet. Die verwalteten Wohnungen stehen zum größten Teil im Eigentum der Sahle Wohnen GmbH & Co. KG. Diese erwirtschaftete im Geschäftsjahr 2019 gemäß Bundesanzeiger einen Umsatz von 165.222.700 €.

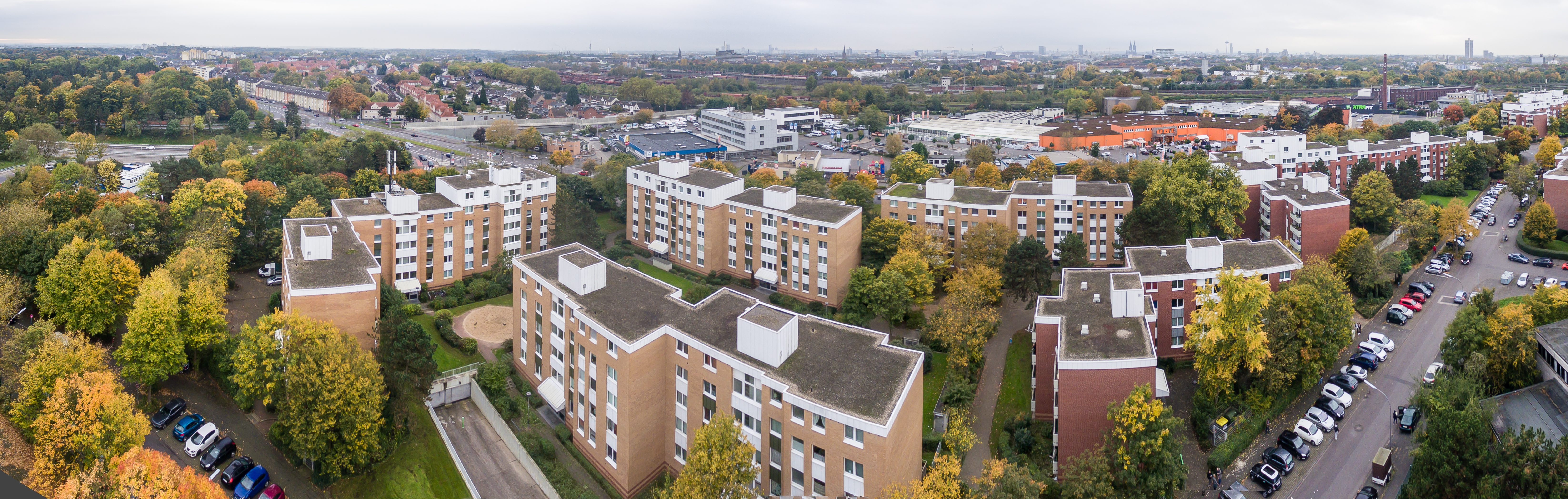
Wohnhäuser Modemannstraße, Köln-Buchheim

Die wohnungswirtschaftlichen Aktivitäten der Unternehmensgruppe  werden von der Sahle Baubetreuungsgesellschaft mbH koordiniert, bei der auch ein großer Teil der insgesamt 1.098 Mitarbeiter beschäftigt ist. Das Wohnungsunternehmen ist im öffentlich geförderten sowie im frei finanzierten Wohnungsbau tätig und in bundesweit über 40 Städten vertreten. Einen regionalen Schwerpunkt bilden Wohnanlagen in den Zentren Nordrhein-Westfalens, z. B. in Köln, Essen, Düsseldorf, Duisburg, Bonn und Münster. Darüber hinaus ist das Unternehmen auch in Hamburg (z. B. Harburg und Bramfeld) und Frankfurt am Main (Europaviertel) aktiv und wächst stetig. Neue Bauprojekte im mehrstelligen Wohneinheitenbereich sind u. a. in Aschaffenburg, Bonn, Mainz, Mannheim und Wolfsburg geplant oder befinden sich in der Entstehung. Das Tochterunternehmen Ihr Haus Sahle Massivbau GmbH erstellt und vermarktet darüber hinaus Eigenheime. 27 regionale Kundencenter vertreten das Unternehmen in den einzelnen Städten. Mit einer Beteiligung an der gemeinnützigen Gesellschaft „Parea“ soll nach eigenen Angaben nachhaltig nachbarschaftliches Miteinander und aktives Seniorenwohnen gefördert werden.
In der Unternehmensgruppe sind Bau- und Wohnungswirtschaft miteinander verzahnt. Alle wesentlichen Einzelleistungen von der Planung der Wohnanlagen und Einfamilienhäuser über den Bau und Betrieb bis hin zur dauerhaften Vermietung werden von Teilen der Gruppe in gegenseitiger Abstimmung erbracht.

## Geschichte
Die unternehmerischen Aktivitäten der Familie Sahle vor der Gründung des Wohnungsunternehmens gehen ins ausgehende 19. Jahrhundert zurück. Im Jahr 1896 gründete der Holzschuhmacher Hermann Heinrich Sahle (1867–1919) in Greven eine Holzschuhwerkstatt, die in der Folge von seinem Sohn Gerhard Albert Sahle (1902–1950) und in späteren Jahren von dessen Sohn Paul August Sahle (1926–1993) übernommen wurde. Vor dem Einstieg in die Wohnungswirtschaft war Paul Sahle zuletzt in der Produktion von modischen Damenschuhen unternehmerisch tätig.
Im Jahr 1963 erwarb Paul Sahle im Hansaviertel in Greven erstmals eine Wohnanlage für die Mitarbeiter der familieneigenen Schuhfabrik. Als diese dort jedoch nicht einziehen wollten, wurden die Wohnungen an das niederländische Militär vermietet. In den 1970er Jahren begann das Sahle Baubüro, sich im öffentlich geförderten Wohnungsbau zu engagieren. So entstanden etwa in Köln und Wuppertal Neubauprojekte mit mehreren hundert Wohnungen. Das Unternehmen übernahm auch die bauwirtschaftlichen Tätigkeiten selbst.
In den 1980er Jahren wuchs Sahle Wohnen rapide, unter anderem durch den Zukauf von rund 5.500 Wohnungen der Nordwestdeutschen Siedlungsgesellschaft (NWDS). Zum Angebotsspektrum des Unternehmens zählten nun auch Eigenheime, so dass umfassende städtebauliche Lösungen für große Areale geplant und verwirklicht werden konnten. In den 1990er Jahren hielt die Expansion an. Zugleich begannen in vielen Wohnanlagen energetische Modernisierungen, um Energie und Emissionen einzusparen.
In den 2000er Jahren wurde in Frankfurt am Main ein ganzer Stadtteil neu errichtet, in Duisburg ein Areal zum Mehrgenerationenwohnen umgebaut und in Bonn große Teile des städtischen Wohnungsbestands übernommen und modernisiert. Ab dem Jahr 2010 kamen Gewerbeimmobilien in zentralen Innenstadtlagen dazu. Unternehmensintern begann ein Generationenwechsel.